# Peter Manns
Peter Manns (* 10. März 1923 in Oberhausen; † 23. April 1991 in Mainz) war ein deutscher römisch-katholischer Priester und Kirchenhistoriker. Er forschte und publizierte vor allem über den von ihm aus katholischer Sicht wertgeschätzten „Vater im Glauben“ Martin Luther.

## Leben
Nach dem Studium der Theologie in Würzburg, Bonn und Mainz wurde Manns 1951 zum Priester geweiht. Er war ein Schüler von Joseph Lortz, bei dem er auch promovierte, und später über viele Jahre dessen Mitarbeiter. Er war Honorarprofessor an der Universität Mainz. Als Nachfolger Lortz’ wurde er Direktor des Mainzer Instituts für Europäische Geschichte in der Abteilung für Abendländische Religionsgeschichte.
Seine Monografien, Aufsätze und Vorträge über Martin Luther (letztere oft im Rahmen ökumenischer Veranstaltungen) trugen zur interkonfessionellen Verständigung über die heutige Bedeutung des Reformators und zum katholisch-lutherischen Dialog bei. 1983 wurde ihm dafür als erstem katholischen Theologen die Ehrendoktorwürde der Universität Helsinki verliehen.
Er hat sich nach Martin Honecker besonders um Luthers „Verständnis von Rechtfertigung, von Liebe und Hoffnung, seine Stellung zu den Heiligen“ bemüht und nannte Luther sogar „Vater im Glauben“. Er steht damit für einen Flügel der katholischen Lutherbewertung.
1981 gehörte er zu den Unterzeichnern des umstrittenen Heidelberger Manifestes.

## Werke

### Aufsatz
- Peter Manns: Die Sache Luthers, In: Lutherjahrbuch 52 (1985), S. 91–93

### Bücher
- Peter Manns (Hrsg.): Marŭt'in-Rut'ŏ-ŭi-kangnon. (Predigtsammlung mit Predigten Luthers) Ch'ilgok: Pundo Ch'ulp'ansa 1995, ISBN 89-419-9523-X (koreanisch)
- Peter Manns; Rolf Decot (Hrsg.); Institut für Europäische Geschichte: Vater im Glauben: Studien zur Theologie Martin Luthers; Festgabe zum 65. Geburtstag am 10. März 1988. Stuttgart: Steiner-Verlag Wiesbaden 1999, ISBN 3-515-05055-8
- Peter Manns: Martin Luther: Der unbekannte Reformator – Ein Lebensbild. Freiburg im Breisgau; Basel; Wien: Herder 1985, ISBN 3-451-08188-1
- Peter Manns (Text); Helmuth Nils Loose (Fotos); Eduard Lohse (Geleitwort): Martin Luther. Freiburg im Breisgau; Basel; Wien: Herder; Lahr: Kaufmann 1982, ISBN 3-451-19502-X (Herder), ISBN 3-7806-0473-6 (Kaufmann)
Übersetzungen:
  - Peter Manns (Text); Helmuth Nils Loose (Fotos); Michael Shaw (Übersetzung): Martin Luther: an illustrated biography. New York : Crossroad 1983, ISBN 0-8245-0563-8 (englisch)
  - Peter Manns (Text); Helmuth Nils Loose (Fotos); Daniel Olivier (Übersetzung): Martin Luther : l’homme, le chrétien, le réformateur. Paris : Éditions du Centurion 1983, ISBN 2-227-05042-X (französisch)
  - Peter Manns (Text); Helmuth Nils Loose (Fotos);  Helinä Kuusiola (Übersetzung): Martti Luther. Helsinki : SLEY-Kirjat 1983, ISBN 951-617-545-7 (finnisch)
- Peter Manns: Martin Luther, Ketzer oder Vater im Glauben? Hannover : Lutherhaus-Verlag 1980, ISBN 3-87502-238-6
- Peter Manns (Hrsg.): Die Heiligen in ihrer Zeit. 2 Bände,  Mainz  1966